# 鈴木秀脩
鈴木 秀脩（すずき ひではる、2003年11月7日 - ）は、日本の俳優・モデル。神奈川県出身。フラット・エンターテイメント所属。
体重60kg。以前はAtoMエンターテイメントに所属していた。

## 略歴
2023年、雑誌JJの「J-BOY」モデルオーディション2023に参加。『マイ・セカンド・アオハル』でテレビドラマ初出演。
2025年、スーパー戦隊シリーズ50周年作品『ナンバーワン戦隊ゴジュウジャー』に百夜陸王 / ゴジュウレオン役でレギュラー出演。

## 人物
趣味は絵を描くこと、料理。特技はダンス、野球。好きなスーパー戦隊シリーズは『轟轟戦隊ボウケンジャー』で、ボウケンブラックが一番好きであったという。

## 出演
※太字はメインキャラクター

### テレビドラマ
- 火曜ドラマ / マイ・セカンド・アオハル 5話（2023年11月14日、TBS）  - 郵便局員 役
- ナンバーワン戦隊ゴジュウジャー（2025年2月16日 - 、テレビ朝日） - 百夜陸王 / ゴジュウレオン 役

### 映画
- ナンバーワン戦隊ゴジュウジャー 復活のテガソード（2025年7月25日、東映） - 百夜陸王 / ゴジュウレオン 役[3]

### ネットムービー
- ゴジュウジャー補ジュウ計画 ナンバーワン懺悔室（2025年、東映特撮ファンクラブ） - 百夜陸王 役

### 雑誌連載
- JJ 「J-BOY」モデルオーディション2023（2023年）